# Kościernica (Białogard)
Kościernica (deutsch Kösternitz) ist ein Dorf in der polnischen Woiwodschaft Westpommern. Es gehört zur Landgemeinde (Gmina wiejska) Białogard im Powiat Białogardzki.

## Geographische Lage
Kościernica liegt fünf Kilometer nördlich von Białogard in einem ebenen Gelände und ist Bahnstation an der Eisenbahnstrecke Stettin – Danzig. Es ist über eine Nebenstraße zu erreichen. Unübersehbar ist der früher so genannte Kösternitzer Berg mit seinen 63 Metern Höhe.

## Name
Der frühere Name Kösternitz scheint vom slawischen Wort kust bzw. chrust = Holzhaufen oder Strauch abgeleitet zu sein und kehrt auch im heutigen polnischen Namen wieder.

## Geschichte
Gegen Ende des Dreißigjährigen Krieges lebten 89 Einwohner in dem Dorf. Bekannt sind die Namen Sydow, Below, Kröger oder auch Dummer, Glambeck und Beyelhof.
Im Jahre 1688 entbrannte zwischen den Kösternitzern und den Lülfitzern ein heftiger Grenzstreit, der erst nach jahrelangem Verhandeln 1726 durch eine Abordnung der Pommerschen Regierung an Ort und Stelle geschlichtet werden konnte.
Im Jahre 1834 wurde das Dorf durch Feuer vollständig zerstört und anschließend wieder aufgebaut.
Im Jahre 1931 umfasste die Gemeindefläche von Kösternitz 838,8 Hektar. Von den 1939 gezählten 321 Einwohnern arbeiteten 221 in der Land- und Forstwirtschaft, 24 in Industrie und Handwerk und 35 in Handel und Verkehr.
Bis 1945 bildete Kösternitz einen eigenen Amtsbezirk und gehörte zum Standesamtsbezirk Roggow sowie zum Amtsgerichtsbereich Belgard.
Die Rote Armee zog am 6. März 1945 in das Dorf ein. Die Soldaten gingen sehr brutal vor, mehrere Menschen wurden erschossen. Ein halbes Jahr später kamen die Polen nach Kösternitz. Die Vertreibung der ansässigen Bevölkerung zog sich bis 1947 hin.
Heute gehört Kösternitz als Kościernica nach Polen und ist Teil der Landgemeinde Białogard.

## Kirche
Kösternitz hatte keine eigene Kirche, sondern war in die Marienkirchengemeinde Belgard eingepfarrt. Das Dorf lag somit im pommerschen Kirchenkreis Belgard der evangelischen Kirche der Altpreußischen Union.
Heute liegt Kościernica in der Parochie Koszalin (Köslin) innerhalb der Diözese Pommern-Großpolen der polnischen Evangelisch-Augsburgischen Kirche.

## Schule
Das Schulgebäude stand mitten im Dorf und wurde nach einem Brand im Jahre 1880 wieder aufgebaut. Im Schulturm war eine kleine Glocke aufgehängt, die als Toten- und Schulglocke benutzt wurde, aber auch bei Gemeindebekanntmachungen. Im Zweiten Weltkrieg musste diese Glocke für Rüstungszwecke abgegeben werden, aber sie blieb erhalten: sie befindet sich im Glockenmuseum auf Burg Greifenstein (Hessen).
1928 wurde am Ortsausgang nach Pustchow ein neues, einklassiges Schulhaus gebaut. Damals besuchten 25 Jungen und 13 Mädchen die Schule.

## Eigenheit
Die Kösternitzer waren früher für ihre hellblonde Haarfarbe bekannt. Beim Zusammentreffen mit Kindern und Erwachsenen aus den Nachbardörfern mussten sich die Kösternitzer oft den Spruch anhören: „Dei Kösternitzer hewwe 'ne Bottermelkskopp“.
Die Kösternitzer reagierten nicht ganz angemessen aber deutlich mit der Behauptung: „Die Pustchower usw. haben ein blechernen Hintern“.